# Tetrix japonica
Tetrix japonica är en insektsart som först beskrevs av Bolívar, I. 1887.  Tetrix japonica ingår i släktet Tetrix och familjen torngräshoppor. Inga underarter finns listade i Catalogue of Life.

## Bildgalleri

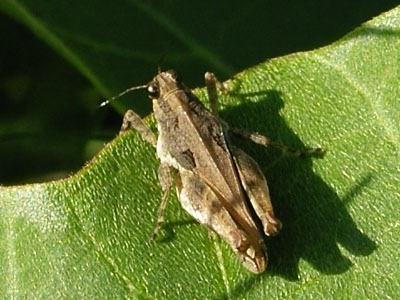